# The Passion 2014
In 2014 werd The Passion opgevoerd in Nederland en Vlaanderen.

## Nederland
The Passion 2014 was de vierde editie van The Passion in Nederland. Het evenement werd in 2014 op 17 april in Groningen gehouden, op diverse podia op de Vismarkt. De stoet van de processie begon bij voetbalstadion Euroborg. Er keken 3,2 miljoen kijkers naar deze editie van The Passion. Hiermee haalde het programma weer een nieuw record.

### Voorgeschiedenis
Nadat het driemaal in de provincie Zuid-Holland was opgevoerd, werd besloten om het paasevenement in 2014 voor de eerste keer buiten de Randstad op te voeren. Uiteindelijk viel de keuze op Groningen. De productie heeft dit op ludieke wijze bekendgemaakt door het welbekende kruis in de hal van station Groningen neer te leggen.
Er kwamen ongeveer 20.000 mensen naar de stad. Omdat er op de Vismarkt echter ruimte was voor slechts 11.000 mensen, was het plein een aanzienlijke tijd voor aanvang van het evenement al vol en werd het afgesloten. Om het overschot toch te kunnen herbergen, was het naastgelegen Grote Markt ingericht als overloopterrein, waar het evenement kon worden gevolgd op een beeldscherm.

### Locaties
- Vismarkt — Locatie hoofdpodium, tevens finale
- Station Groningen — Aankomst Jezus
- Bowlingcentrum Groningen — Scene Jezus en zijn discipelen ‘Wie zeggen de mensen dat ik ben?’
- Groningen binnenstad — Duet Jezus en Petrus
- Euroborg — Start van de processie
- Martinikerkhof — Laatste avondmaal
- Autokerkhof Gideonweg — Judas worstelt met het kwaad
- Parkeergarage Ossenmarkt — Tuin van Getsemane
- Academiegebouw — De ontkenning van Petrus

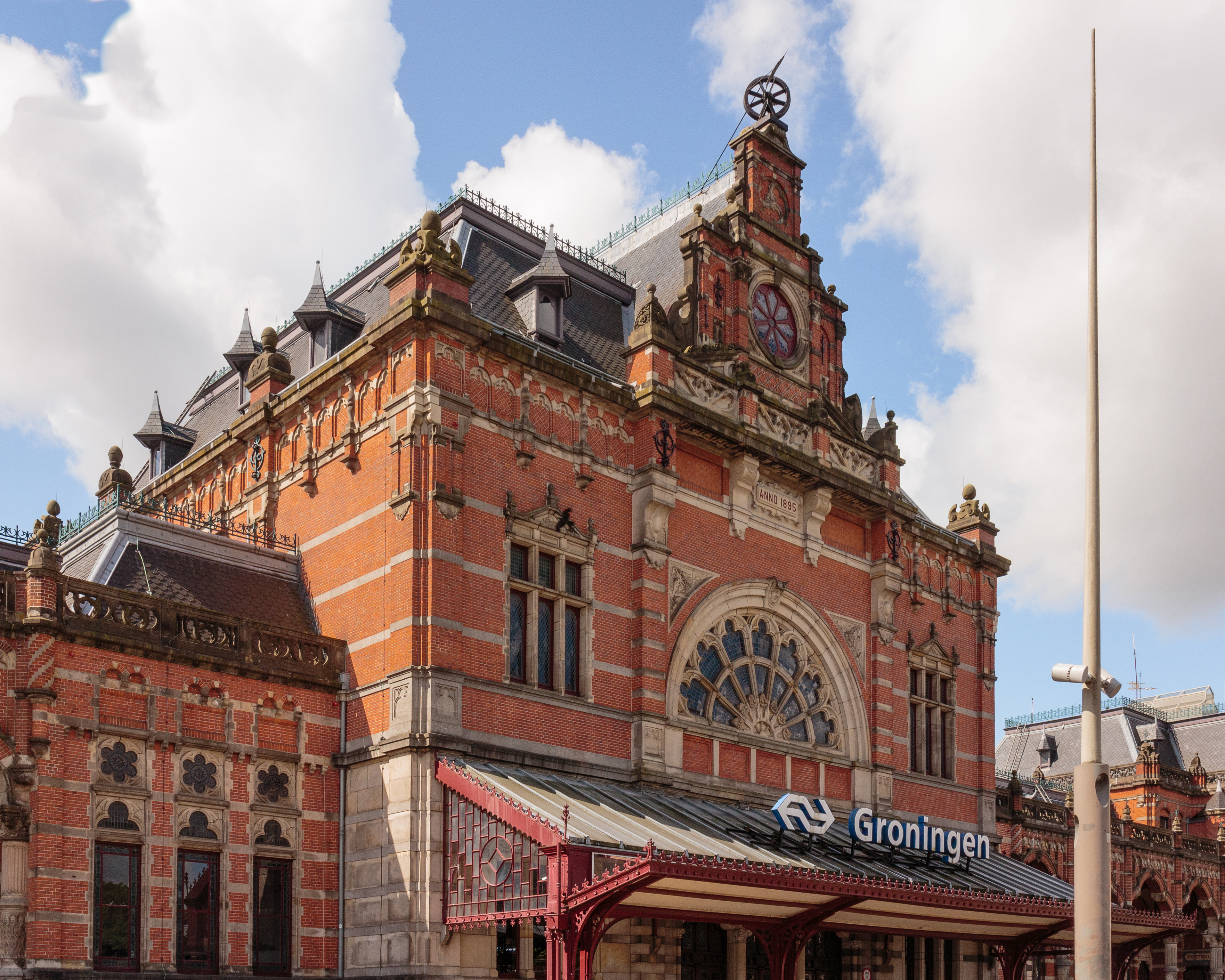
Hoofdingang Station Groningen
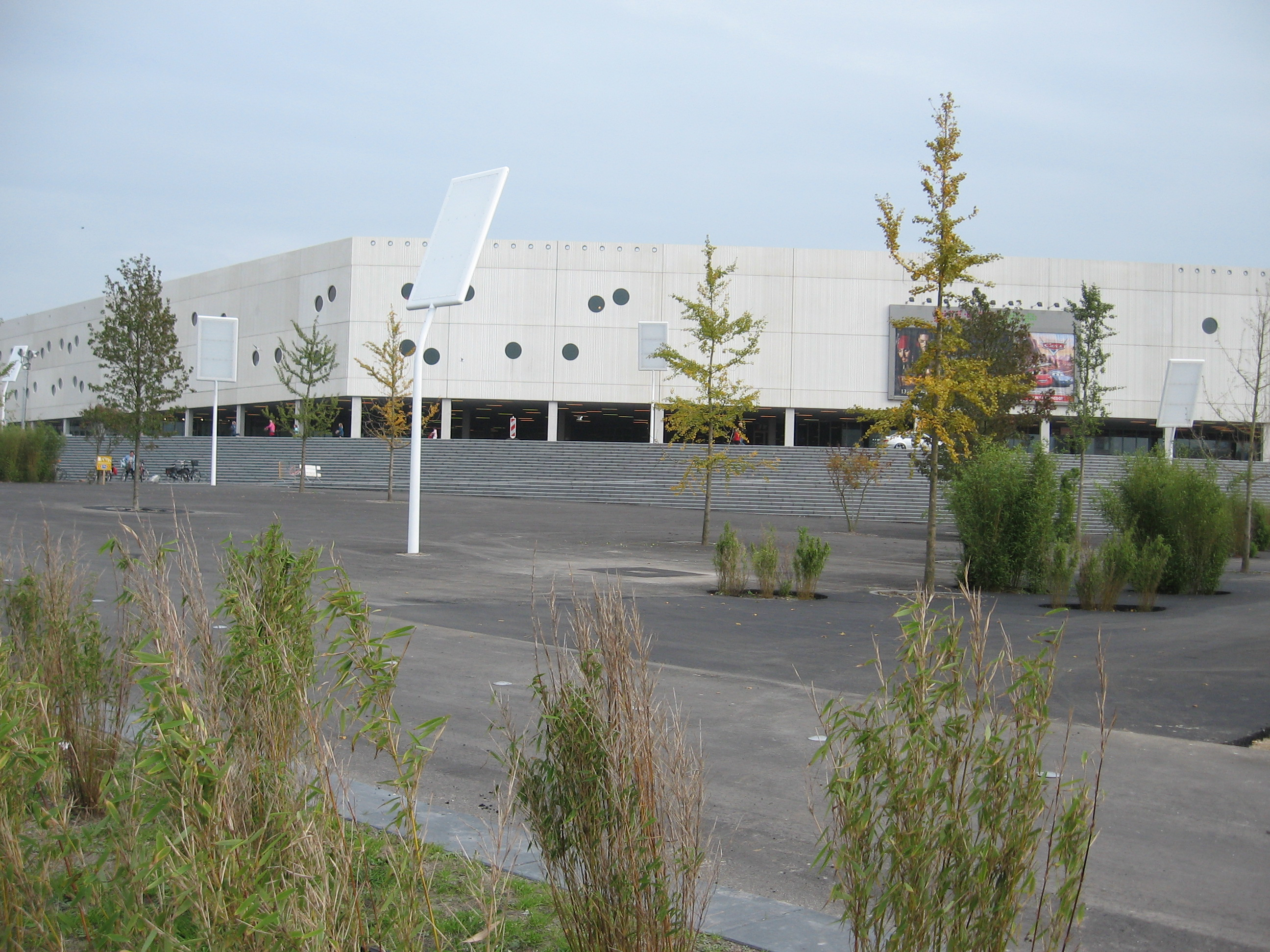
Euroborg
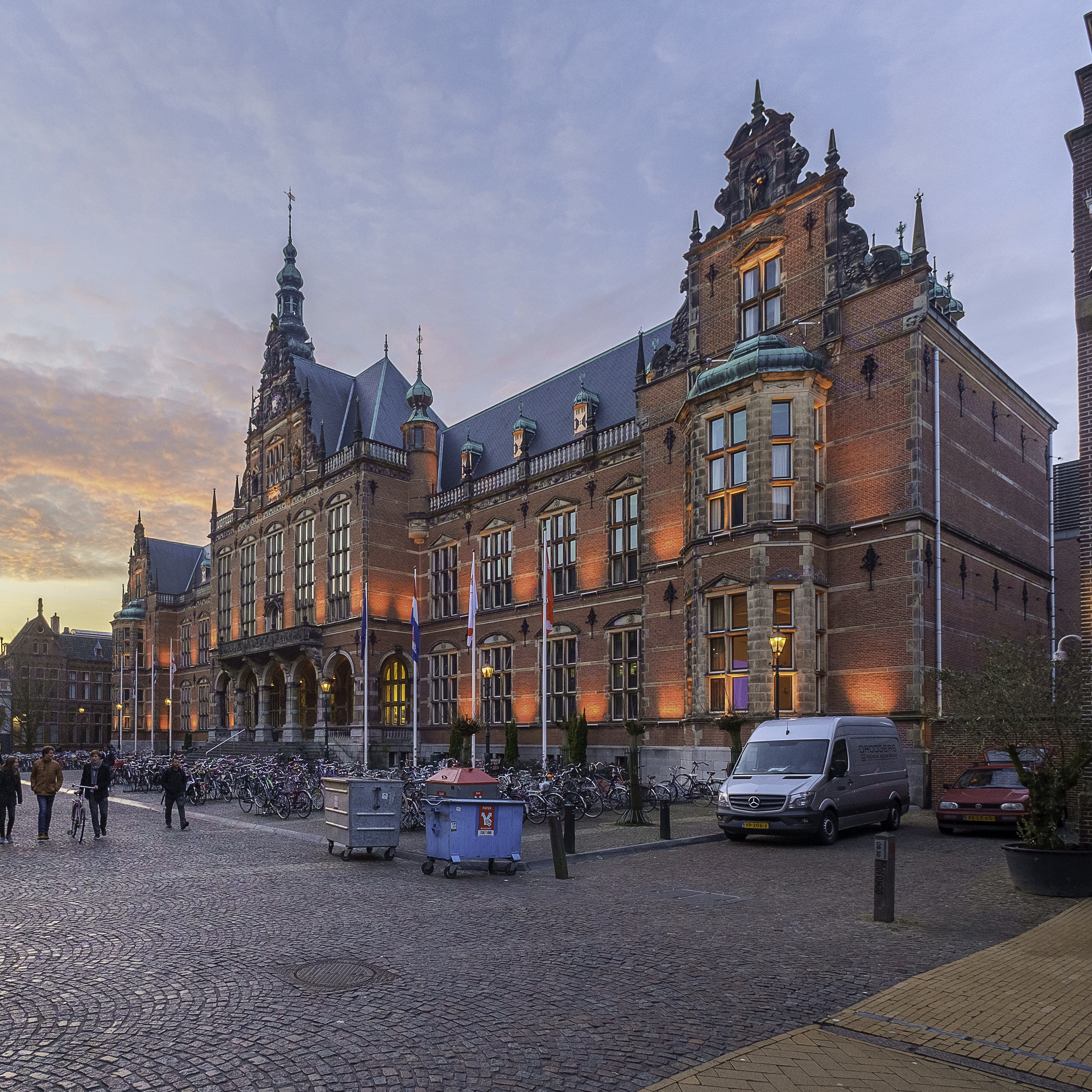
Academiegebouw

### Rollen
De rol van Jezus wordt gespeeld door Jan Dulles. Simone Kleinsma vertolkt de rol van Maria, Jamai Loman is Judas, Stanley Burleson Petrus, en Beau van Erven Dorens is de verteller. De muzikale begeleiding wordt verzorgd door Eric van Tijn.
| Rol                | Naam                       |
| ------------------ | -------------------------- |
| Jezus              | Jan Dulles                 |
| Maria              | Simone Kleinsma            |
| Petrus             | Stanley Burleson           |
| Verteller          | Beau van Erven Dorens      |
| Verslaggever       | Lieke van Lexmond          |
| Judas              | Jamai Loman                |
| Pilatus            | Jack van Gelder            |
| Barabbas           | Glenn Helder               |
| Discipel           | Marc de Hond               |
| Discipel           | Rick Sessink               |
| Discipel           | Ben Woldring (Bartolomeüs) |
| Discipel           | Martijn Stoffers           |
| Discipel           | Nigel Brown                |
| Discipel           | Wilfred Kemp               |
| Discipel           | Herman Wegter              |
| Discipel           | Juan Wells                 |
| Discipel           | Wudstik                    |
| Discipel           | Jacques de Koning          |
| Kraamhouder        | Sylvana Simons             |
| Bezoeker kraam     | Henny Huisman              |
| Bezoeker kraam     | Jacques d'Ancona           |
| Slechte misdadiger | Ferry Doedens              |
| Goede misdadiger   | Bas Muijs                  |
| Petrus-herkenner   | Jessica Mendels            |
| Petrus-herkenner   | Remko Harms                |
| Petrus-herkenner   | Monique Samuel             |

### Muzieknummers
| Titel                                          | Oorspronkelijke artiest | Gezongen door                  |
| ---------------------------------------------- | ----------------------- | ------------------------------ |
| Alles is liefde                                | BLØF                    | Jan Dulles                     |
| Als jij maar naar me lacht                     | Marco Borsato           | Simone Kleinsma                |
| Omarm                                          | BLØF                    | Stanley Burleson en Jan Dulles |
| Zing, vecht, huil, bid, lach, werk en bewonder | Ramses Shaffy           | Jan Dulles                     |
| Niet van deze wereld                           | Stef Bos                | Simone Kleinsma                |
| Gevallen of gevlogen                           | Guus Meeuwis            | Jamai Loman                    |
| Hou me vast                                    | De Dijk                 | Jan Dulles                     |
| Kijk omhoog                                    | Nick & Simon            | Simone Kleinsma                |
| Margherita                                     | Marco Borsato           | Jan Dulles en Jamai Loman      |
| Oceaan                                         | Racoon                  | Stanley Burleson               |
| Waarom nou jij                                 | Marco Borsato           | Simone Kleinsma                |
| Zwart wit                                      | Frank Boeijen Groep     | Jan Dulles en Jack van Gelder  |
| Hou van mij                                    | 3JS                     | Simone Kleinsma en Jan Dulles  |
| Voor altijd                                    | Marco Borsato           | Simone Kleinsma                |
| Kijk omhoog                                    | Nick & Simon            | Jan Dulles en cast             |

## Vlaanderen
In 2014 vond de eerste editie van De Passie plaats in Vlaanderen. Het evenement werd georganiseerd in Merchtem. 